# Tauraco schalowi
Tauraco schalowi е вид птица от семейство Туракови (Musophagidae).

## Разпространение
Видът е разпространен в Ангола, Ботсвана, Замбия, Зимбабве, Демократична република Конго, Кения, Малави, Мозамбик, Намибия и Танзания.